# Município 1 Edenton
Localização da Carolina do Norte nos E.U.A.
O município 1 Edenton (em inglês: Township 1, Edenton) é um município localizado no condado de Chowan no estado estadounidense da Carolina do Norte. No ano de 2010 tinha uma população de 7.731 habitantes.

## Geografia
O município 1 Edenton encontra-se localizado nas coordenadas 36° 04′ 36,89″ N, 76° 38′ 08,73″ O.